# Coenosia aurifera
Coenosia aurifera är en tvåvingeart som först beskrevs av Malloch 1934.  Coenosia aurifera ingår i släktet Coenosia och familjen husflugor. Inga underarter finns listade i Catalogue of Life.